# 9 Волопаса
9 Волопаса (лат. 9 Boötis, HD 121710) — двойная звезда в созвездии Волопаса на расстоянии приблизительно 627 световых лет (около 192 парсеков) от Солнца. Видимая звёздная величина звезды — +5m.

## Характеристики
Первый компонент — оранжевый гигант спектрального класса K3III, или K0. Масса — около 3,675 солнечных, радиус — около 52,341 солнечных, светимость — около 740,015 солнечных. Эффективная температура — около 4069 K.
Второй компонент — коричневый карлик. Масса — около 58,19 юпитерианских. Удалён на 2,308 а.е..